# Jan van Boxtel
Jan van Boxtel (Mill, Brabant del Nord, 5 de juliol de 1936 - Nimega, 26 de novembre de 2015) va ser un futbolista neerlandès que jugava en la demarcació de migcampista.
Va debutar com a futbolista de la mà de l'entrenador Rein ter Horst amb el NEC Nijmegen. El seu primer partit amb el club es va produir el 22 de setembre de 1957 en un partit contra el Go Ahead Eagles. El seu primer gol amb el NEC el va marcar en el seu tercer partit amb l'equip: fou de la Copa dels Països Baixos contra el DIO '30. El seu primer gol en lliga va ser en el següent partit tres dies després contra l'Heracles Almelo. Després de sis temporades en el club, en 1963, va fitxar per l'SC Helmondia i finalment pel Juliana Mill, equip en el qual es va retirar en 1970. Va morir el 26 de novembre de 2015 a Nimega als 79 anys.